# 小行星17088
小行星17088（17088 Giupalazzolo）是一颗绕太阳运转的小行星，为主小行星带小行星。该小行星于1999年5月10日发现。

## 轨道参数
小行星17088的轨道半长轴为2.5679653 UA，离心率为0.1。